# اختبار المشتقة الثانية
في علم التفاضل، يعد اختبار المشتقة الثانية معيار ذا أهمية لمعرفة نوع النقطة الساكنة للدالة (عظمى، صغرى أم انقلاب) عند النقطة المعنية.
ينص الفحص على أنه: إذا كانت الدالة f قابلة للاشتقاق مرتين عند نقطة ساكنة xبمعنى أنه
{\displaystyle \ f^{\prime }(x)=0}, فإن:
- إذا كانت {\displaystyle \ f^{\prime \prime }(x)<0} فإن {\displaystyle \ f} لها نهاية عظمى محلية عند {\displaystyle \ x}.
- إذا كانت {\displaystyle \ f^{\prime \prime }(x)>0} فإن {\displaystyle \ f} لها نهاية صغرى محلية {\displaystyle \ x}.
- إذا كانت {\displaystyle \ f^{\prime \prime }(x)=0},لاينص اختبار المشتقة الثانية على شيء عن النقطة {\displaystyle \ x}, يمكن أن تكون نقطة انقلاب.

في الحالة الأخيرة، بالرغم من أن الدالة قد يكون لها قيمة عظمى محلية أو صغرى محلية عند x, لأن الدالة «مسطحة» بما يكفي (أي أن {\displaystyle \ f^{\prime \prime }(x)=0}) القيم العظمى والصغرىتظل غير محسوسة بالاشتقاق الثاني. في حالة كهذه يفضل اختبار المشتقة الثالثة. النقطة عند {\displaystyle \ f^{\prime \prime }(x)=0} تكون نقطة انقلاب إذا تغير تقعرها من أي من الجانبين. عل سبيل المثال, (0,0) هي نقطة انقلاب على {\displaystyle \ f(x)=x^{3}} لأن {\displaystyle \ f^{\prime \prime }(0)=0}, و{\displaystyle \ f^{\prime \prime }(-1)<0} و{\displaystyle \ f^{\prime \prime }(1)>0}.

## مبرهنة اختبار المشتقة الثانية
لنفرض أن {\displaystyle f''(x)>0} (إثبات أن {\displaystyle f''(x)<0} متصلة). حينئذ
{\displaystyle 0<f''(x)=\lim _{h\to 0}{\frac {f'(x+h)-f'(x)}{h}}=\lim _{h\to 0}{\frac {f'(x+h)-0}{h}}=\lim _{h\to 0}{\frac {f'(x+h)}{h}}.}
بالتالي، من أجلh صغيرة بما يكفي نحصل على
{\displaystyle {\frac {f'(x+h)}{h}}>0}
ما يعني أن
{\displaystyle f'(x+h)<0} إذا كانت h < 0, و
{\displaystyle f'(x+h)>0} إذا كانت h > 0.
الآن، من اختبار المشتقة الأولى نعلم أن {\displaystyle f} لها نقطة محلية صغرى عند {\displaystyle x}.